# Stanislav Pintar
Slavko "Stanislav" Pintar, slovenski kanuist na divjih vodah, * 24. januar 1961, Ljubljana.
Pintar je diplomiral na Fakulteti za šport v Ljubljani in sodi med zelo uspešne slovenske kanuiste na divjih vodah. Leta 1987 je končal svojo kariero kot kanuist na divjih vodah. Med letoma 1989 in 2012 je živel v Heidelbergu v Nemčiji, kjer delal kot kondicijski trener pri teniški zvezi dežele Baden in Nemški teniški zvezi. Od leta 2012 do 2018 je živel v Švici, od leta 2018 pa živi delno v Sloveniji in delno v Vietnamu. 

## Uspehi
Njegovi največji športni uspehi so bili:
- tretje mesto na EP leta 1980 v kategoriji C-2 slalom s partnerjem Francem Ferdom Kukcem;
- drugo mesto na SP leta 1983 v Meranu v Italiji v kategoriji C-1 moštveni spust (ekipo sta sestavljala še Srečo Masle in Andrej Jelenc);
- tretje mesto na SP leta 1987 v Franciji v kategoriji C-1 moštveni spust (s Francem Ferdom Kukcem in Andrejem Jelencem).

Slavko "Stanislav" Pintar je tudi dobitnik Bloudkove plakete.